# Lipe (Grande-Pologne)
Pour les articles homonymes, voir Lipe.
Lipe est une localité polonaise de la gmina de Blizanów, située dans le powiat de Kalisz en voïvodie de Grande-Pologne.